# Kostki (Ugoszcz)
Kostki – część wsi Ugoszcz, w Polsce, położona w województwie pomorskim, w powiecie bytowskim, w gminie Studzienice. 
Miejscowość wchodzi w skład sołectwa Ugoszcz.
W latach 1975–1998 Kostki administracyjnie należały do województwa słupskiego.